# Cucumis aspera
Cucumis aspera är en gurkväxtart som beskrevs av Célestin Alfred Cogniaux. Cucumis aspera ingår i släktet gurkor, och familjen gurkväxter. Inga underarter finns listade i Catalogue of Life.